# 名越稔洋
名越稔洋（日语：名越 稔洋，1965年6月17日—）日本著名遊戲製作人。目前担任网易旗下名越工作室的总裁；此前他在遊戲公司世嘉任职超过30年，担任过創意總監（CD）、首席內容官（CCO）、董事会董事和开发統括本部長。

## 略歷
山口縣下關市出身。在東京造形大学電影学科畢業後、1989年進入世嘉。參加AM2研的鈴木裕所做的《Virtua Racing》、《VR快打》等作品的CG設計。將3DCG技術導入以電視遊戲為主的業界並且他的技術也受到好評。
1993年發售的《DAYTONA USA》是他第一部製作的作品、讓他以導演的身份來親手製作遊戲。這部作品成為賽車遊戲史上最賣的作品之一、讓他一舉成為公司的王牌製作人之一。
1998年擔任AM11研部長、2000年7月1日由於世嘉將開發小隊分割・於是他成為因為子公司化所設立Amusement Vision公司的代表董事。除了製作大型機台的「体感遊戲」受到好評外、在世嘉成為第三方廠商時，也很早就有積極的行動而和任天堂進行合作。
2004年7月1日隨著公司和世嘉的合併，成為世嘉R&D創作辦公室（SEGA NE R&D）的一員。擔任製作人的家用電玩遊戲《人中之龍》系列，以日本為中心在全世界出貨量達1100萬片以上，另外《超級猴子球系列》也在全世界出貨400萬片以上，可看到他靈活多元的手腕。
2008年NE R&D與Sports R&D合併成為現在的世嘉消費者研發第一部（CS1 R&D），擔任CS1 R&D部長期間於2011年創立並將商業名稱更名為人中之龍工作室。
2012年4月，世嘉宣布名越稔洋晉升成為世嘉首席內容官。
2021年1月，世嘉宣布名越稔洋将於4月1日卸任除創意總監以外的世嘉所有职务。
2021年10月8日，宣布自己與人中之龍系列製作人佐藤大輔一起離開世嘉以及人中之龍工作室，並且將工作室代表交給創始成員之一的橫山昌義負責。此前彭博社曾在8月底报道名越稔洋将加入网易，并任职其在日本新开设的游戏工作室。
2022年1月24日，名越稔洋宣布成立“名越工作室”（株式会社名越スタジオ），他担任工作室总裁，工作室由网易全资建立。

## 關連作品

### 街機作品
- Virtua Racing
- DAYTONA USA
- scud race
- VR快打系列
- プラネットハリアー
- Spike Out系列
- 超级猴子球系列
- F-ZERO AX
- Burning Rival

### 家用電玩作品
- 人中之龍系列(0到7系列)
- F-ZERO GX
- 超級猴子球系列
- 二元領域
- 人中北斗
- 审判之眼：死神的遗言
- 審判之逝：湮滅的記憶

## 備考
- 有客串演出人中之龍 劇場版、黑豹 人中之龍新章
- 在他的粉絲間，引起不像是遊戲製作者的話題[8]。一身褐色的肌膚、宛如走在涉谷中心街的年輕人一樣的造型、而他到2002年時，外表就像是個普通的中年男性。會變成如此、是因為在為了『人中之龍』的取材而在實際上走過夜晚的歡樂街後、受到那時的酒友影響所致。最近在《人中之龍 見參！》的發表會上也是用這樣的流行打扮登場、另外還有會「一週去做一次曬黑」[9]等發言來逗樂粉絲。
- 在部落格中表達自己個人對於內容類似的《GTA》相當討厭並且在談話秀中說出來，內容在Fami通上刊載[10]而讓他的部落格引起騷動[11][12]。

## 外部連結
- 總之乾杯吧。 （官方部落格）（页面存档备份，存于）
- 遊戲製作者的訪談（PlayStation.com）（页面存档备份，存于）
- 名越工作室 （页面存档备份，存于）